# جيفري إل. كيمبل
جيفري إل. كيمبل (بالإنجليزية: Jeffrey L. Kimball)‏ هو مصور سينمائي أمريكي، ولد في 29 مايو 1943 في ويتشيتا في الولايات المتحدة.

## وصلات خارجية
- جيفري إل. كيمبل على موقع IMDb (الإنجليزية)
- جيفري إل. كيمبل على موقع ألو سيني (الفرنسية)
- جيفري إل. كيمبل على موقع ميوزك برينز (الإنجليزية)
- جيفري إل. كيمبل على موقع تيرنر كلاسيك موفيز (الإنجليزية)
- جيفري إل. كيمبل على موقع أول موفي (الإنجليزية)
- جيفري إل. كيمبل على موقع قاعدة بيانات الأفلام السويدية (السويدية)
- جيفري إل. كيمبل على موقع قاعدة بيانات الفيلم (الإنجليزية)
- جيفري إل. كيمبل على موقع كينوبويسك (الروسية)